# Narazaki Hiroshi
Hiroshi Narazaki (sinh ngày 1 tháng 6 năm 1981) là một cầu thủ bóng đá người Nhật Bản.

## Sự nghiệp câu lạc bộ
Hiroshi Narazaki đã từng chơi cho Sagan Tosu.